# Aim (musicien)
Pour les articles homonymes, voir Aim.
Aim (Andrew Turner), né à Barrow-in-Furness, Cumbria le 7 juillet 1970 , est un musicien anglais, DJ et producteur de musique. 